# 박윤솔
박윤솔(1996년 10월 21일 ~ )은 대한민국의 가수다. 2020년 《G-EGG》에서 데뷔조에 들어 보이그룹 NIK로 데뷔했다.

## 방송
- 소년24 (2016) - 최종 유닛 결정전 탈락
- 프로듀스 X 101 (2019) - 48위
- G-EGG (2020) - 데뷔조 발탁